# Monté Morris
Monté Robert Morris (Flint, 27 de junho de 1995) é um jogador nigeriano-americano de basquete profissional que atualmente joga no Washington Wizards da National Basketball Association (NBA).
Ele jogou basquete universitário na Universidade Estadual de Iowa e foi selecionado pelos Nuggets como a 51º escolha geral no draft da NBA de 2017.

## Início da vida e carreira no ensino médio
Morris nasceu em Grand Rapids, Michigan. Sua mãe o apelidou de "Man-Man" quando ele nasceu. Ele cresceu em Flint, Michigan, estudando na Flint Beecher High School. Morris venceu três vezes o Prêmio de Jogador do Ano de Michigan pela Associated Press e foi selecionado três vezes para a Primeira-Equipe estadual. Ele liderou a equipe em pontuação, assistências e roubos de bola em todas as quatro temporadas. Ele levou Flint Beecher aos títulos estaduais da Classe C de Michigan em 2012 e 2013. Um dos melhores armadores do país, Morris ganhou o prêmio Mr. Basketball de Michigan em 2013.
Ele foi classificado como o 96º melhor jogador nacional pela Rivals.com e como 89º melhor jogador nacional pela Scout.com. Morris foi recrutado para Butler, Illinois, Indiana, Arizona State, Cincinnati, Georgia Tech, USC e Iowa State, com o qual se comprometeu.
| Nome | Cidade Natal                                  | Escola             | Altura             | Peso           | Data                |
| --- | --------------------------------------------- | ------------------ | ------------------ | -------------- | ------------------- |
| Monte Morris G | Flint, MI                                     | Flint Beecher (MI) | 6 ft 2 in (1.88 m) | 170 lb (77 kg) | 27 de Junho de 2012 |
| Monte Morris G | Recrutamento: Rivals: Scout: 247Sports: ESPN: |                    |                    |                |                     |
| - Nota: Em muitos casos, Scout, Rivals, 247Sports e ESPN podem entrar em conflito em suas listas de altura e peso, nestes casos, a média foi obtida. - Fonte: |                                               |                    |                    |                |                     |

## Carreira universitária

### Calouro
Morris começou a temporada no banco, mas foi escalado como titular contra Oklahoma em 1º de fevereiro de 2014, permanecendo lá desde então. 
Morris teve médias de 6,8 pontos, 3,7 assistências e 2,6 rebotes e deu 134 assistências, a terceira maior marca por qualquer calouro na história da universidade. Ele arremessou 84,7% na linha de lance livre, a segunda melhor marca de um calouro da universidade e foi o único calouro da Big 12 a fazer pelo menos 25 arremessos e acertar 40%. Ele marcou dois dígitos em 13 jogos, incluindo todos os três jogos do Torneio da NCAA. Ele deu cinco ou mais assistências em 12 jogos e liderou todos os calouros na Big 12 com 46 roubos de bola, a quinta maior marca por um novato da universidade.

### Segundo ano

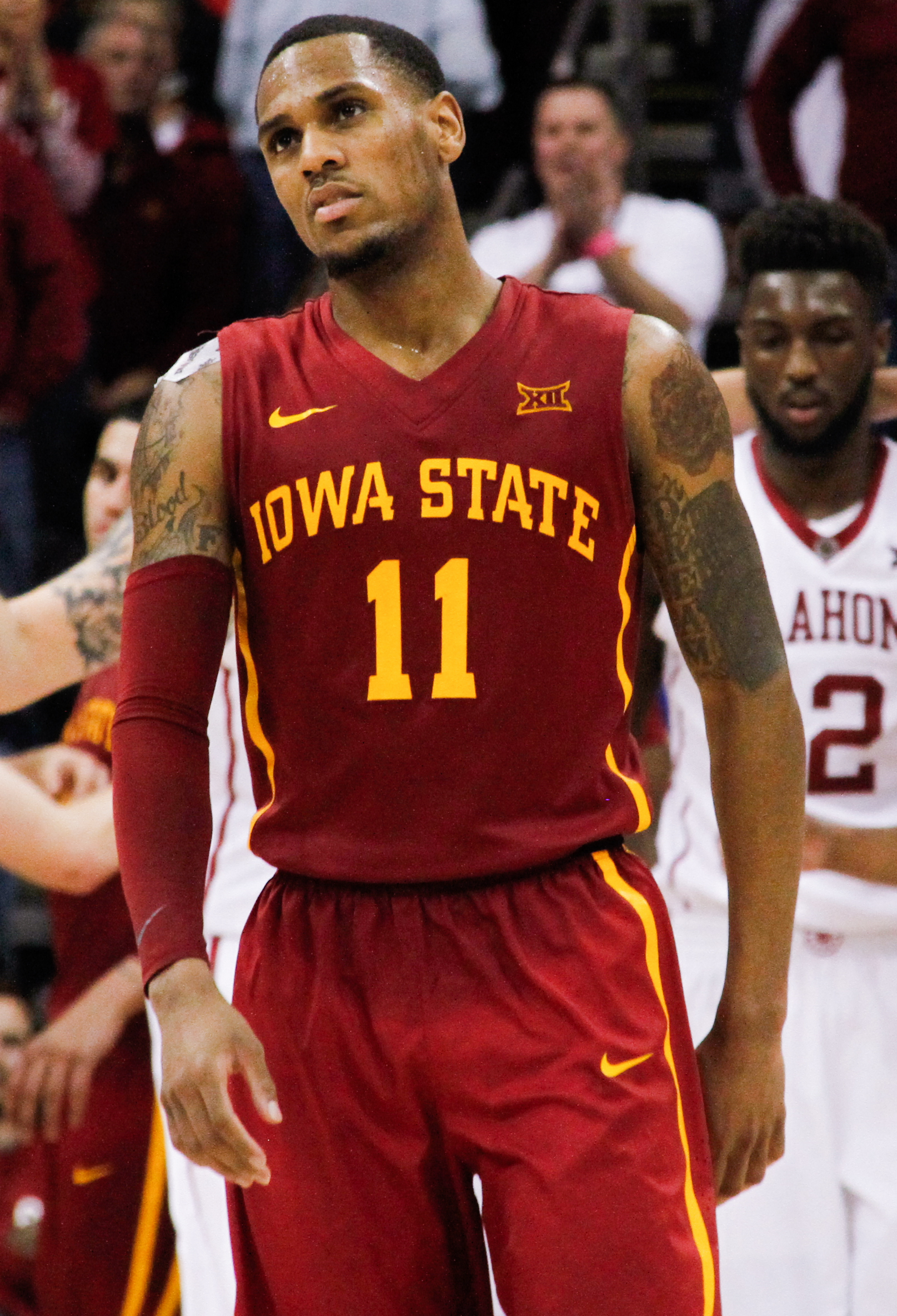
Morris em 2016

Morris foi titular em todos os 34 jogos e teve média de 11,9 pontos, o segundo maior da equipe. Ele também teve 5.2 assistências e 3.4 rebotes em seu caminho para ser chamado para a Segunda-Equipe da Big 12. 
Ele teve o segundo maior número de assistências entre os segundanistas e o 11º lugar na história da universidade. Morris teve 64 roubos de bola, o segundo maior número por um segundanista e empatado em 9º em uma única temporada na história da universidade. Seus 110 roubos de bola nas últimas duas temporadas foram os maiores de qualquer jogador da Big 12. Seu primeiro jogo de 20 pontos na carreira foi contra Texas Tech, ele registrou seu primeiro duplo-duplo com 11 pontos e 10 assistências contra Kansas. Ele teve uma média de 15,3 pontos e foi selecionado para a Equipe Ideal do Torneio da Big 12.

### Último ano

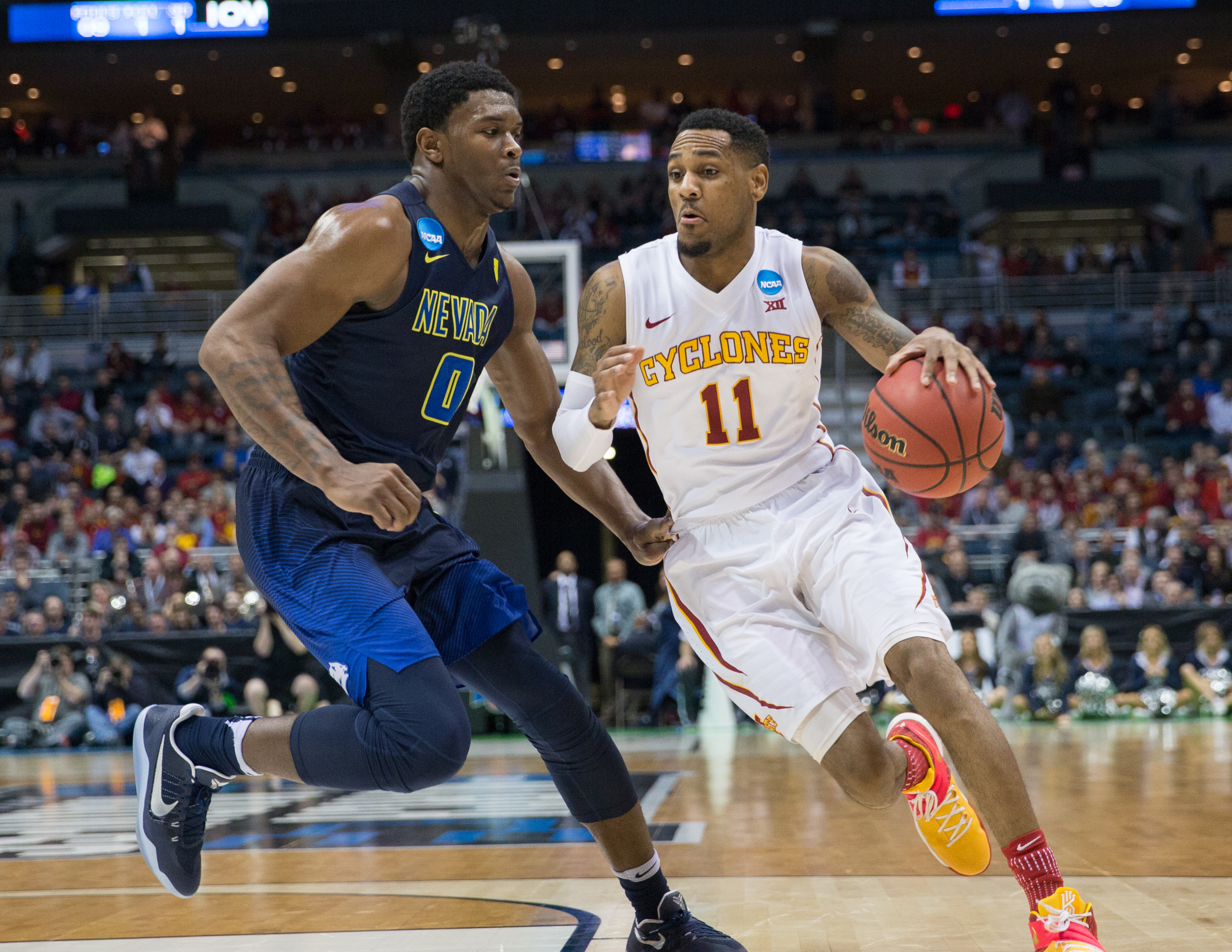
Morris contra Nevada no Torneio da NCAA

Em sua última temporada, Morris teve médias de 16.4 pontos, 4.8 rebotes, 6.2 assistências e 1.5 roubadas de bola.
Ele levou Iowa State a segunda rodada do Torneio da NCAA antes de perder para Purdue.

## Carreira profissional

### Denver Nuggets (2017–2022)
Morris foi selecionado pelo Denver Nuggets como a 51ª escolha geral no draft da NBA de 2017. Após a Summer League, ele assinou um contrato bidirecional com os Nuggets. De acordo com os termos do acordo, ele dividiria o tempo entre os Nuggets e um time da G-League que seria melhor designado para ele. Ele foi mandado para o Rio Grande Valley Vipers em 23 de outubro de 2017.
Em 12 de dezembro de 2017, Morris fez sua estreia na NBA contra o Detroit Pistons. Ele registrou uma assistência em três minutos de ação. Em três jogos com os Nuggets, ele teve média de 3,3 pontos. Morris teve médias de 18,0 pontos, 4,5 rebotes e 6,6 assistências com o Rio Grande Valley.
Em 29 de dezembro de 2020, Morris marcou 24 pontos em uma derrota por 125-115 para o Sacramento Kings.

### Washington Wizards (2022–Presente)
Em 6 de julho de 2022, Morris foi negociado, ao lado de Will Barton, para o Washington Wizards em troca de Kentavious Caldwell-Pope e Ish Smith.
Em 19 de outubro, Morris fez sua estreia nos Wizards e registrou sete pontos, seis rebotes, seis assistências e duas roubadas de bola na vitória por 114–107 sobre o Indiana Pacers.

## Carreira na seleção
Em 20 de março de 2021, Morris se comprometeu a jogar internacionalmente pela Seleção Nigeriana como jogador naturalizado.

## Estatísticas da carreira

### NBA

#### Temporada regular
| Ano      | Equipe   | PJ  | PT  | MPJ  | AP   | 3P   | LL    | RT  | AS  | BR  | TO | PPJ  |
| -------- | -------- | --- | --- | ---- | ---- | ---- | ----- | --- | --- | --- | -- | ---- |
| 2017–18  | Denver   | 3   | 0   | 8.3  | .667 | .000 | 1.000 | .7  | 2.3 | 1.0 | .0 | 3.3  |
| 2018–19  | Denver   | 82  | 6   | 24.0 | .493 | .414 | .802  | 2.4 | 3.6 | .9  | .0 | 10.4 |
| 2019–20  | Denver   | 73  | 12  | 22.4 | .459 | .378 | .843  | 1.9 | 3.5 | .8  | .2 | 9.0  |
| 2020–21  | Denver   | 47  | 13  | 25.4 | .481 | .381 | .795  | 2.0 | 3.2 | .7  | .3 | 10.2 |
| 2021–22  | Denver   | 75  | 74  | 29.9 | .484 | .396 | .869  | 3.0 | 4.4 | .7  | .2 | 12.6 |
| Carreira | Carreira | 280 | 105 | 22.0 | .516 | .313 | .861  | 2.0 | 3.4 | .8  | .1 | 9.1  |

#### Playoffs
| Ano      | Equipe   | PJ | PT | MPJ  | AP   | 3P   | LL   | RT  | AS  | BR  | TO | PPJ  |
| -------- | -------- | -- | -- | ---- | ---- | ---- | ---- | --- | --- | --- | -- | ---- |
| 2019     | Denver   | 14 | 0  | 16.0 | .384 | .000 | .692 | 1.4 | 2.6 | .4  | .1 | 5.4  |
| 2020     | Denver   | 19 | 4  | 21.4 | .496 | .300 | .824 | 1.5 | 2.7 | .6  | .1 | 9.1  |
| 2021     | Denver   | 10 | 1  | 28.7 | .431 | .400 | .724 | 2.4 | 5.5 | 1.0 | .2 | 13.7 |
| 2022     | Denver   | 5  | 5  | 31.2 | .490 | .423 | .750 | 2.2 | 5.4 | 1.2 | .0 | 14.0 |
| Carreira | Carreira | 48 | 10 | 24.3 | .450 | .280 | .747 | 1.8 | 4.0 | .6  | .1 | 10.5 |

### Universitário
| Ano      | Equipe     | PJ  | PT  | MPJ  | AP   | 3P   | LL   | RT  | AS  | BR  | TO | PPJ  |
| -------- | ---------- | --- | --- | ---- | ---- | ---- | ---- | --- | --- | --- | -- | ---- |
| 2013–14  | Iowa State | 36  | 17  | 28.1 | .430 | .406 | .847 | 2.6 | 3.7 | 1.3 | .2 | 6.8  |
| 2014–15  | Iowa State | 34  | 34  | 33.9 | .507 | .395 | .753 | 3.4 | 5.2 | 1.9 | .4 | 11.9 |
| 2015–16  | Iowa State | 35  | 35  | 38.0 | .487 | .358 | .729 | 3.9 | 6.9 | 1.8 | .3 | 13.8 |
| 2016–17  | Iowa State | 35  | 35  | 35.3 | .465 | .378 | .802 | 4.8 | 6.2 | 1.5 | .3 | 16.4 |
| Carreira | Carreira   | 140 | 121 | 33.8 | .472 | .384 | .782 | 3.6 | 5.5 | 1.6 | .3 | 12.2 |

Fonte: